# Annaphila decia
Annaphila decia är en fjärilsart som beskrevs av Augustus Radcliffe Grote 1875. Annaphila decia ingår i släktet Annaphila och familjen nattflyn. Inga underarter finns listade i Catalogue of Life.